# O Campeão (canção)
O Campeão, por vezes intitulada O Campeão (Meu Time), é a música mais famosa do Neguinho da Beija-Flor. A música tornou-se seu maior sucesso, sendo tocada em todos os estádios de futebol do país, unificando todas as torcidas, que sempre modificam uma parte da letra: "Domingo eu vou ao Maracanã, vou torcer pelo time que sou fã...".
Em entrevista ao programa "Globo Esporte" do dia 28/05/2013, Neguinho contou que a música foi originalmente composta em homenagem ao Vasco, pois havia sido encomendada por um amigo vascaíno do sambista. A versão inicial da música tinha o seguinte começo: "Domingo, eu vou ao Maracanã, vou torcer pro Vasco que sou fã...". Porém, ao perceber que a música poderia se tornar um grande sucesso, Neguinho mudou a palavra ‘Vasco’ para ‘time’.
Ela foi gravada em 1979, pela Top Tape, em um compacto simples que também continha a música "Meu Rio de Janeiro". Em 2016, após 5 anos de batalhas na Justiça  pelos direitos autorais da música, Neguinho perdeu o processo que movia contra a produtora Top Tape, já que a empresa administra várias canções compostas por ele e possui 75% dos valores comercializados das músicas do sambista.

## Regravações
- De olho na Copa do Mundo de 2014 que foi disputada no Brasil, o produtor de música eletrônica Mister Jam regravou a canção, com a voz do cantor e compositor mineiro Rogério Flausino.[6]